# Dorcatoma moderata
Dorcatoma moderata là một loài bọ cánh cứng thuộc chi Dorcatoma trong họ Ptinidae.